# تسای ون-یی
تسای ون-یی (انگلیسی: Tsai Wen-yee؛ زادهٔ ۲۹ سپتامبر ۱۹۵۶) وزنه‌بردار اهل تایوان بود.
وی در مسابقات کشوری و بین‌المللی در مجموع برندهٔ ۱ مدال برنز شده‌است.